# Topika

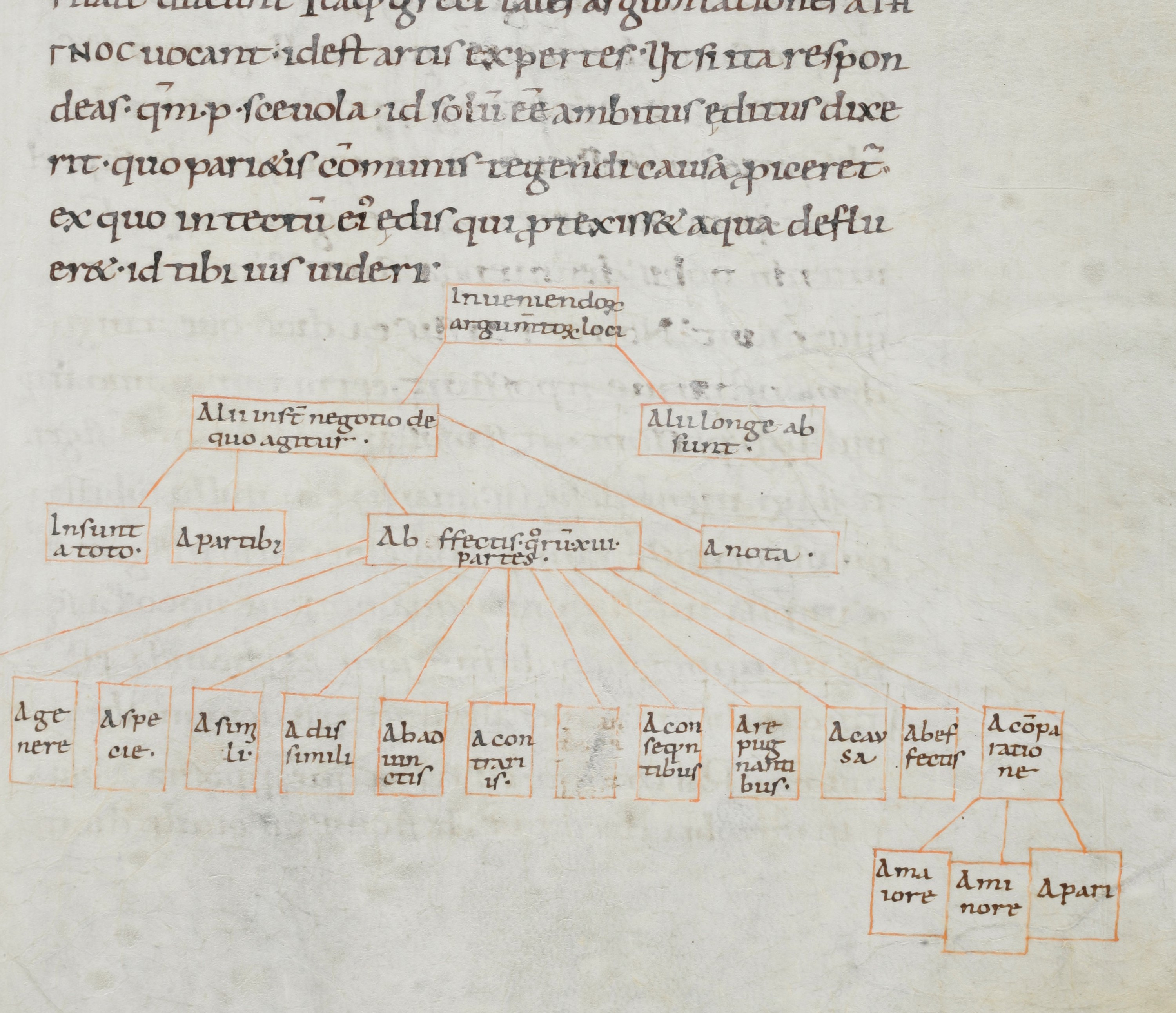
Fragment XI-wiecznego rękopisu Topiki Cycerona. Rysunek przedstawiający podstawową klasyfikację toposów. Rękopis przechowywany w Sankt Gallen, w Bibliotece opactwa św. Galla pod sygnaturą 818, pagina 253.

Topika (stgr. τά τοπικά, łac. topica) – nauka zajmująca się wynajdywaniem, analizą, klasyfikacją i zastosowaniem toposów, czyli miejsc wspólnych (komunałów), używanych podczas argumentacji lub refutacji w wypowiedzi albo dyskusji. Uważa się ją za dyscyplinę z pogranicza retoryki i dialektyki, a niekiedy także teorii literatury, klasycznej logiki, semiologii i metodologii nauk.
Twórcą topiki był w IV wieku przed Chrystusem Arystoteles. Rozwinęli ją w starożytności Cyceron, Kwintylian i Boecjusz, a w czasach nowożytnych Cyprian Soarez, Mikołaj Caussinus, Antonio Sebastiani Minturno czy Matteo Pellegrini. W nauce polskiej najbardziej znaczące prace poświęcone topice napisali Maciej Kazimierz Sarbiewski i Euzebiusz Słowacki. Za odnowiciela tej dyscypliny naukowej i twórcę współczesnej topiki uznaje się Ernsta Roberta Curtiusa. Publikacja w 1948 roku jego monumentalnego dzieła Europäische Literatur und lateinisches Mittelalter, uważana jest za punkt zwrotny w rozwoju topiki i początek ekspansji nowoczesnej teorii topicznej w nauce.
Curtius zdefiniował topikę jako naukę zajmującą się wspólnotą kulturową cywilizacji i zachowującą jej dziedzictwo, pełniącą równocześnie funkcję „składu zapasów”, w którym znajduje się myśli typu najbardziej ogólnego – takie, które można używać we wszelkiego rodzaju wypowiedziach (mowach i pismach).

## Znaczenie terminu
Termin τόπος κοινός pojawił się po raz pierwszy w pismach sofistów, w V wieku przed Chrystusem. Był przez nich używany nie na oznaczenie miejsca (topos) w przestrzeni, ale „miejsca” w myśli, wypowiedzi czy książce. Oznaczał „wspólne dla wszystkich miejsce”. Przymiotnik koinos (wspólny) związany był z komunikacyjnym aspektem pojęcia „miejsca”, odnoszonego do myśli, wypowiedzi czy książki. Wskazywał na istnienie wspólnoty mówców i słuchaczy lub pisarzy i czytelników – wspólnoty, która uznawała pewne sądy i wartości za konieczne albo prawdziwe. Dlatego też τόπος κοινός był argumentem, którego nie trzeba było w wypowiedzi ustnej lub pisemnej udowadniać, lecz jedynie wyciągać z niego wnioski. Został on bowiem uznany już wcześniej za oczywisty przez wspólnotę, w obrębie której funkcjonował. W IV wieku przed Chrystusem Arystoteles, tworząc podstawy nauki o miejscach wspólnych, nazwał ją topiką (τά τοπικά).
Rzymscy retorzy oddawali greckie τόποι κοινή za pomocą łacińskiej kalki językowej loci communes. Dla nauki o miejscach wspólnych, w I wieku przed Chrystusem, Cyceron użył terminu topica, który przyjął się w następnych wiekach w nauce, a poprzez średniowieczne szkoły trafił do języka polskiego.
Ponieważ termin topika bywa różnie definiowany we współczesnej nauce – przede wszystkim w zależności od dyscypliny naukowej, którą reprezentuje używający go badacz – jest on niejednoznaczny. Jego znaczenie waha się od badania powtarzających się motywów, do analizy abstrakcyjnych wzorów wnioskowania.

## Historia

### Starożytność

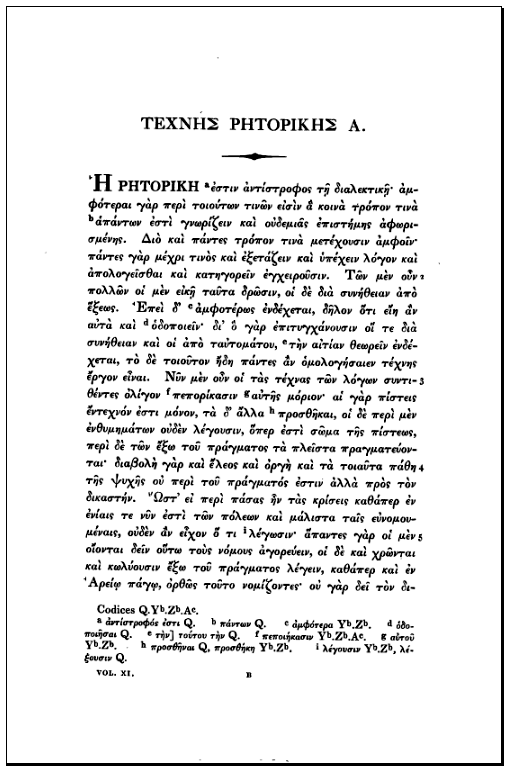
Retoryka Arystotelesa – dzieło zawierające rozbudowaną analizę teorii topicznej.

#### Arystoteles
Fundamenty topiki wyłożył Arystoteles w traktacie Topiki, a rozwinął ją w późniejszym dziele, Retoryce (Τέχνη ῥητορικῆ). W pierwszej z tych prac Arystoteles zdefiniował topikę jako naukę o wytwarzaniu przesłanek sylogizmu dialektycznego, będącego podstawą entymematu. Przesłanki oparte na miejscach wspólnych umożliwiały, w tym ujęciu, przeprowadzenie wnioskowania dialektycznego, opartego na prawdopodobieństwie. W Retoryce Arystoteles rozwinął swoją teorię. Wykazał, że topos jest niezbędnym elementem entymematu opartego na sylogizmie dialektycznym. Następnie omówił znaczenie topiki dla poprawności argumentacji, przeprowadził szczegółowy podział miejsc wspólnych oraz opisał różne grupy toposów.

#### Cyceron
Zasady topiki, sformułowane przez Arystotelesa, rozwijali w następnych wiekach greccy retorzy i dialektycy. W I wieku przed Chrystusem przejęli je rzymscy uczeni. Teorią topiczną zainteresował się szczególnie Cyceron, który stosował ją w praktyce i rozwijał w dziełach teoretycznych.
Rozważania Cycerona na temat topiki zostały rozproszone w różnych jego pracach – O inwencji, O mówcy, Brutusie, Mówcy, O najlepszym rodzaju mówców, Podziałach retorycznych. Poświęcił on temu zagadnieniu także odrębny traktat, zatytułowany „Topika” (Topica). Cyceron przeniósł punkt ciężkości tej nauki z dialektyki ku retoryce. Według niego topika była przede wszystkim metodą wynajdywania dowodów użytecznych podczas argumentacji. Zawierająca taką argumentację wypowiedź retoryczna jest konstruowana przede wszystkim z toposów. Cyceron twierdził, że tak jak słowa powstają z liter, tak wypowiedź z toposów. Topika jest więc – w jego ujęciu – nauką o miejscach, z których wydobywa się argumenty użyteczne podczas wypowiedzi. Innymi słowy, topika cycerońska ewoluowała stopniowo od arystotelesowskiego modelu schematu argumentacyjnego ku nauce o modelu argumentu.

#### Kwintylian
W I wieku po Chrystusie Kwintylian jeszcze bardziej przesunął topikę w stronę retoryki. W traktacie Kształcenie mówcy określił ją jako naukę zajmującą się ogólnymi problemami, które stały się stereotypowym materiałem dla wypowiedzi w rozmaitych sprawach.

#### Boecjusz
Na początku VI wieku różnice, pomiędzy ujęciem Arystotelesa a pracami Cycerona i Kwintyliana, zauważył Boecjusz. W swoim traktacie De topicis differentiis wprowadził rozróżnienie pomiędzy topiką dialektyczną a topiką retoryczną: Dialektyk wyprowadza swoje argumenty z natury pojęcia gatunkowego, wychodzi więc od podobieństwa lub przeciwieństwa jako takiego. Natomiast mówca trzyma się treści danego pojęcia i argumentuje z pozycji tego, co jest dane jako podobne lub sprzeczne. W ujęciu Boecjusza obie gałęzie topiki tworzyły całość nauki o dowodzie, którą jednak odmiennie stosowano w dialektyce, a odmiennie w retoryce.

### Średniowiecze
W średniowieczu wykładano topikę w ramach sztuk wyzwolonych, podczas kursu trivium, gdzie była składnikiem retoryki i dialektyki. Jako podręcznika używano De nuptiis Philologiae et Mercurii Marcjana Kapeli.

### Nowożytność

#### Renesans i barok
W XVI i XVII wieku rozwijano dorobek greckiej i rzymskiej topiki. Coraz częściej jednak uznawano topikę nie tylko za naukę o dowodzeniu, ale także właściwym wykorzystaniu miejsc wspólnych w funkcji ozdobników wypowiedzi. Uczeni tego okresu zwielokrotnili, wywodzące się od Arystotelesa i Cycerona, klasyfikacje rodzajów i odmian toposów. Pojawiły się nowe, synonimiczne do antycznych, określenia topiki, jako nauki o „kryjówkach argumentów”, „lasach i gęstwinach, gdzie należy szukać dowodów”, „sposobie polowania na argumenty”, czy też „gołębnikach, z których wylatują dowody”.
W tych stuleciach napisano wiele zbiorów i kompendiów toposów, służących jako praktyczna pomoc w trakcie komponowania wypowiedzi. Za najbardziej znaczące dzieła tego okresu, poświęcone teorii topicznej, uważane są De arte rhetorica Cypriana Soareza oraz De eloquentia sacra et humana libri XVI Mikołaja Caussinusa.

#### Sarbiewski
Jednym z najważniejszych dzieł poświęconych topice, w dziejach tej nauki, był traktat Macieja Kazimierza Sarbiewskiego De acuto et arguto („O poincie i dowcipie”). Sarbiewski przedstawił w nim teorię akuminów, czyli ostrych, dowcipnych wyrażeń topicznych. Ich źródeł upatrywał zarówno w zasobach topiki dialektycznej, jak i retorycznej. Polski uczony dowodził, że akuminy opierają się na dwuznaczności wyrazów, annominacji, przeciwstawieniu, przeciwieństwie, niezgodności, podobieństwie lub niepodobieństwie, antytezie czy hiperboli. Akuminy – w ujęciu Sarbiewskiego, które przyjęło się w nauce – stanowią formę rozwojową konceptu, czyli jednego z najważniejszych pojęć XVII-wiecznej retoryki.

#### Curtius
W XVIII i XIX wieku nastąpił regres badań topicznych, a sama topika przestała być uważana za odrębną, uniwersytecką dyscyplinę naukową. Odrodzenie topiki jako nauki nastąpiło w wieku XX. Stało się tak za sprawą opublikowanej w roku 1948 monografii Europäische Literatur und lateinisches Mittelalter Ernsta Roberta Curtiusa.
Curtius, analizując piśmiennictwo starożytne, średniowieczne i nowożytne, doszedł do wniosku, że w tekstach z różnych epok przewijają się podobne, podstawowe ujęcia problemów. Problemy te i ich ujęcia są tożsame z toposami, mającymi swoje korzenie w starożytnej lub wczesnośredniowiecznej topice. Zdaniem Curtiusa nowożytna twórczość literacka i retoryczna w niewielkim stopniu wykroczyła poza fundamentalne przesłanki, argumenty i motywy, które ustaliła klasyczna topika.
W swoich dalszych badaniach topicznych Curtius nie ograniczył się do tekstów związanych z kulturą europejską. Wykazywał, że można przedstawić wiele przykładów toposów, które znajdujemy nie tylko w literaturze starożytnej Grecji, czy piśmiennictwie chrześcijańskim, ale także tekstach żydowskich, muzułmańskich, hinduskich czy chińskich. Pojawianie się tych samych albo bardzo podobnych miejsc wspólnych niezależnie, na różnych obszarach i w odmiennych kulturach, tłumaczył archetypicznym pochodzeniem toposów. W swojej badaniach oparł się na teorii Carla Gustava Junga i dowodził, że miejsca wspólne należą zbiorowej nieświadomości ludzkości i są projekcją archetypów.
Curtius, rozszerzając zakres pojęcia toposu, rozszerzył również zakres topiki. W jego ujęciu topika nie jest jedynie nauką o wynajdywaniu standardowych, tradycyjnych argumentów podczas tworzenia wypowiedzi, ale obejmuje również oparte na toposach motywy literackie. Inaczej mówiąc, topika nie powinna jedynie analizować miejsca wspólne jako element argumentacji, ale także jako część tekstu. Zadaniem topiki jest opis i interpretacja tekstu z punktu widzenia teorii topicznej. Curtius uznał więc topikę za, najogólniej mówiąc, naukę zajmującą się wspólnotą kulturową cywilizacji i zachowującą jej dziedzictwo, pełniącą równocześnie funkcję „składu zapasów”, w którym znajduje się myśli typu najbardziej ogólnego – takie, które można używać we wszelkiego rodzaju wypowiedziach (mowach i pismach).

#### Współcześnie
Pod koniec XX i na początku XXI wieku badania topiczne przebiegały w dwóch kierunkach – jeden z nich kontynuował tradycję klasycznej topiki, natomiast drugi rozwijał teorię topiczną Curtiusa.
Najbardziej znanym przedstawicielem drugiego z tych kierunków był uczeń Curtiusa, Heinrich Lausberg. W monumentalnym dziele, wydanym w 1960 roku, Handbuch der literarischen Rhetorik: eine Grundlegung der Literaturwissenschaft, dowodził on wspólnych, topicznych korzeni i wzajemnego powiązania poetyki, retoryki i filozofii. Dokonał szczegółowej klasyfikacji toposów obecnych w dziełach retorycznych, poezji, powieściach czy traktatach filozoficznych. Jego monografia uważana jest powszechnie za podręcznik, katalog i wnikliwą interpretacje topiki. W nauce polskiej teoria topiczna Curtiusa rozwijana była, między innymi, w pracach Ryszarda Przybylskiego, Jarosława Marka Rymkiewicza, Elżbiety Sarnowskiej-Temeriusz czy Janiny Abramowskiej. W latach 80. XX wieku we Francji i Stanach Zjednoczonych powstało stowarzyszenie SATOR. Skupiało ono filologów, którzy stosowali teorię topiczną do badań nad prozą. Zwrócili oni uwagę na konfiguracyjny charakter budowy toposów i wprowadzili do topiki pojęcie toposemu – najmniejszego elementu tematycznego lub stylistycznego, posiadającego ładunek semantyczny i składającego się na narrację.
Część uczonych odrzuciła teorię Curtiusa i pozostała przy klasycznych rozumieniu topiki. Zarzucili oni niemieckiemu uczonemu niepoprawne utożsamienie toposu z literackim motywem i archetypem. Według nich motyw literacki może mieć korzenie retoryczne i pochodzić od toposu, nie jest jednak z toposem tożsamy, gdyż nie występuje w funkcji argumentu. Natomiast archetypu, rozumianego jako element zbiorowej wyobraźni dziedziczonej w sposób naturalny, nie można – ich zdaniem – utożsamiać z toposem, gdyż ten drugi ma charakter kulturowy i jest elementem dziedzictwa cywilizacyjnego. W Polsce przedstawicielem tego kierunku był Jerzy Ziomek, który twierdził: Curtius był nieostrożny może dlatego, że nie spodziewał się takiego sukcesu książki: szukając usprawiedliwienia dla podjętej problematyki, w jednym i tym samym rozdziale informował czytelnika o użyteczności toposu sensu stricto i pokazywał znaczenie motywów trwale obecnych w synchronii europejskiej kultury, a często i w szerzej rozumianej wspólnocie zbiorowej podświadomości, co prowadziło do identyfikacji toposu z archetypem. Ale sam punkt wyjścia Curtiusa był jak najbardziej trafny.
Zasięg topiki poszerzył się i objął nowe dziedziny nauki, takie jak biblistyka, politologia, reklama czy public relations. Stąd topikę często traktuje się współcześnie jako naukę interdyscyplinarną, która dostarcza ogólnej teorii argumentacji i tekstu, wykorzystywanej w badaniach szczegółowych.
Krytycy teorii topicznej twierdzą, że jest ona nadmiernie skomplikowana, nieużyteczna w praktyce, tłumi kreatywność czy prowadzi do nudnego, schematycznego dyskursu. Nazywają oni topikę magazynem zbędnych klisz i aforyzmów. Niemniej teoria topiczna zachowuje ważne miejsce w wielu dziedzinach nauki, jako usystematyzowana procedura odkrywania rzeczy do powiedzenia na temat konkretnego tematu, czy koncepcja interpretacji różnych tematów, motywów czy sformułowań w literaturze.

## Topika dialektyczna
Topika dialektyczna traktuje miejsca wspólne jako konstytuantę lub podstawę argumentacji i refutacji dialektycznej. W tym sensie można analizę topiczną porównać, na przykład, do analizy aksjomatów w logice matematycznej czy paradygmatów w nauce. Topos jest – w tym ujęciu – przesłanką lub argumentem przyjmowanym bez wcześniejszego udowodnienia. Topika zajmuje się więc dowodzeniem jako przekonaniem uniwersalnym, czyli wypracowuje – jak to ujął Arystoteles – wspólne dla autora i odbiorców sposoby uwierzytelniania jako rodzaje dowodów.
Dialektyczna analiza toposu jest analizą argumentu opierającego swoją moc dowodzenia na przekonaniach pewnej wspólnoty, dla której właściwy jest sposób myślenia, mówienia czy pisania uznający określone sądy i wartości za prawdziwe. Argumentu topicznego nie trzeba uzasadniać, ponieważ sam z siebie ma on dużą siłę dowodową w obrębie wspólnoty, w której funkcjonuje. Topika dialektyczna bada więc, na jakich podstawach opiera się zgoda powszechna (consensus omnium) dotycząca miejsc wspólnych, czyli więzy kulturowe łączące autora i odbiorców.
Zgodnie z zasadami topiki, z opartych na więzach kulturowych miejsc wspólnych się korzysta, ale się ich nie tworzy. Autor więc wpierw odnajduje topos, a następnie wydobywa z niego argument. Dlatego topika jest trwale synchroniczna i opiera się na wielowiekowej obecności sensu.
Miejsca wspólne mają swoje źródła w dwóch formach argumentu dialektycznego – entymemacie i exemplum. Topos z entymematu przejmuje formalny sposób rozumowania oparty na ukrytym sylogizmie. Druga forma toposu przejmuje opis lub opowiadanie z exemplum. Podstawą argumentu jest w tym przypadku powszechne przekonanie o podobieństwie przedmiotu przedstawionego do przedmiotu rzeczywistego.

### Topika entymematyczna
Miejsce wspólne z entymematu opiera się na standardowym sylogizmie, którego przesłanki nie wymagają udowodnienia. Arystoteles podał jako przykład często stosowany argument: nic nie dzieje się bez przyczyny. Opiera się ona na sylogizmie: ponieważ każde wydarzenie jest skutkiem, który posiada swoją przyczynę, to przyczyna i skutek istnieją równocześnie. Sylogizm ten zostaje skrócony do entymematu (ponieważ każde wydarzenie jest skutkiem czegoś, posiada więc zawsze przyczynę), a następnie ujęty w powszechnie zrozumiałą i akceptowalną formę toposu: nic nie dzieje się bez przyczyny.
Topos z entymematu ma zazwyczaj krótką, jednozdaniową formę. Dowodząc konieczności walki używa się w argumentacji miejsc wspólnych w rodzaju: „słodko jest umierać za ojczyznę”, „należy czcić bohaterów”, „dla tych, którzy bronią ojczyzny, otwarta jest droga do nieba”. Argumentując za pokojem stosuje się toposy: „trzeba bronić pokoju”, „lepiej jest rozmawiać z wrogiem niż walczyć”, „rzeczą niegodną jest zabijać”.

### Topika egzemplifikacyjna
Potencjalnym miejscem wspólnym z exemplum jest każdy powszechnie znany motyw. Motyw ten staje się toposem, gdy zostaje użyty w funkcji argumentu.
Jednym z najstarszych mitów, przewijającym się w kulturze europejskiej, jest opowieść o puszce Pandory Bogowie, mszcząc się na Prometeuszu za ukradziony ogień, ulepili z gliny kobietę, nazwaną „Dawczynią wszystkiego” (Pandora), ponieważ od każdego z bogów otrzymała w puszce wszelkie sposoby unieszczęśliwiania ludzi. Pandorę poślubił brat Prometeusza „Mądry po szkodzie” (Epitemeusz), który za namową żony otworzył puszkę, wypuszczając na świat choroby i plagi. Do dna puszki przywarła jednak nadzieja. Opowieść ta była przez wieki w niezliczonych wypowiedziach używana jako topos, służący do udowodnienia tez, że „zgotowany ludziom los jest mściwy i okrutny”, „ciekawość kobiety i uległość mężczyzny sprowadzają nieszczęście”, czy też, że „na dnie każdej klęski jest jeszcze nadzieja”.

### Klasyfikacja dialektyczna
Topika dzieli dialektyczne miejsca wspólne według zakresów lub rodzajów.
Według zakresów topika dialektyczna dzieli miejsca wspólne się na cztery grupy: toposy wynikające z akcydensu, toposy wynikające z gatunku, toposy wynikające z własności i toposy wynikające z definicji. Pierwsza grupa zawiera rozważania nad znaczeniem terminu, zestawienie obiegowego znaczenia z jego znaczeniem właściwym, a także porównanie terminu z terminem mniejszym lub większym. Druga i trzecia grupa zawierają toposy wskazujące na odpowiednie lub nieodpowiednie sposoby określania gatunku lub właściwości terminu. Ostatnia grupa zawiera toposy wskazujące jak konstruować poprawną definicję terminu i jak udowadniać niepoprawność definicji błędnej.
Według rodzajów topika dialektyczna dzieli miejsca wspólne na przynależne poszczególnym rodzajom nauk i sztuk. Zwie się je toposami specjalnymi, ponieważ inne przesłanki tworzą miejsca wspólne właściwe np. fizyce, naukom przyrodniczym, historii, etyce czy polityce. Szczególnie liczną grupę tworzą prawnicze toposy specjalne, wśród których znajdują się, na przykład, wymienione już przez Arystotelesa: nikt nie ma obowiązku oskarżać samego siebie, ciężar dowodu spoczywa na powodzie, powstrzymywania się od działania jest działaniem.

## Topika retoryczna
Topika retoryczna analizuje miejsca wspólne jako stereotypowy materiał, którego używa się podczas wypowiedzi w różnych sprawach. W tym ujęciu toposy są gotowymi elementami, za pomocą których można dowodzić bronionej tezy. W De inventionie Cyceron stwierdził, że argumentację składamy z toposów, tak jak słowo budujemy poprzez złożenie liter. Badacze określali topikę retoryczną jako analizę „instrumentu rozumienia”, „modelu przedstawieniowego”, „wzoru myśli”, „półgotowej formy językowej”, „kalek stylistycznych”, czy „komunałów”. Euzebiusz Słowacki twierdził, że topika retoryczna to analiza zapasu i składu myśli używanego na potrzeby argumentacji.
Według teoretyków topiki i retoryki, o ile „zwykłe” argumenty oddziałują słabiej, ponieważ dowodząc merytorycznie tezy są mniej ozdobne, nieznane odbiorcy, wymagające od niego skupienia, to miejsca wspólne wyróżniają się podczas argumentacji większą siłą perswazji, możliwością akceptacji i ozdobnością. Są bowiem powszechnie zrozumiałe, dobrze znane, oddziałują na emocje i uwypuklają argument. Dlatego umiejętne argumentowanie z toposów uważane jest za podstawę sztuki przekonywania.

### Topika emocjonalna i intelektualna
Topika retoryczna dzieli miejsca wspólne na toposy pewne (emocjonalne) i wątpliwe (intelektualne). Toposy pewne tworzone są na zasadzie emocjonalnych przeciwieństw. Przeciwieństwa te łączone są w intelektualny argument w toposach wątpliwych. Na przykład typowym toposem używanym już od starożytności, jest twierdzenie „nie należy wierzyć plotkom”. Toposem przeciwstawnym jest argument: „w każdej plotce jest ziarno prawdy”. Topos wątpliwy powstaje przez połączenie przeciwieństw: „nie należy wierzyć plotkom, czyż jednak w każdej plotce jest może ziarno prawdy?”.
W topice retorycznej tkwi więc pewna niekonsekwencja – służy ona z jednej strony do przekonywania i utwierdzania w przekonaniach, ale zarazem z jej pomocą wyraża się wątpliwości.
Podczas refutacji, zgodnie z regułami retoryki, należy na argument z toposu odpowiedzieć kontrargumentem z toposu. Można to zrobić na trzy sposoby – użyć tego samego toposu, użyć toposu przeciwstawnego lub też toposu wątpliwego. Jeżeli, na przykład, polityk rządzącej partii stosuje typowy argument z miejsca wspólnego: przedkładamy ten projekt nowego prawa dla dobra ojczyzny, to reprezentant opozycji może użyć tego samego toposu: odrzucamy ten projekt właśnie dla dobra ojczyzny. Może też zastosować topos przeciwstawny (wasz projekt doprowadzi do upadku ojczyzny) lub też topos wątpliwy (przedkładacie ten projekt dla dobra ojczyzny, ale czy raczej nie doprowadzi on do jej upadku?).
Stąd – z punktu widzenia topiki retorycznej – miejsca wspólne analizowane są jako stronnicze, amplifikowane rozwinięcia argumentacji. Argument topiczny jest ambiwalentny, może bowiem zostać użyty – w formie emocjonalnej lub intelektualnej – nie tylko do różnych spraw, ale także do tej samej sprawy przy udowadnianiu przeciwstawnych tez.

## Topika egzordialna i finalna
Za osobny dział topiki uważa się analizę i klasyfikację miejsc wspólnych używanych podczas wstępu do wypowiedzi ustnej lub pisemnej (topika egzordialna) lub podczas zakończenia wypowiedzi (topika finalna).

## Topika poetycka
Topika poetycka analizuje powtarzające się w poezji motywy o topicznym pochodzeniu. Wśród badaczy występuje różnica zdań na temat genezy toposu poetyckiego. Część twierdzi, że toposy tego typu są przeniesieniem do poezji toposów dialektycznych lub retorycznych, inni uważają, że mają one korzenie archetypiczne.
Za typowy przykład poezji topicznej uważa się fraszkę Z Anekreonta (I, 40) Jana Kochanowskiego:
Ciężko, kto nie miłuje, ciężko, kto miłuje,
Naciężej, kto miłując łaski nie zyskuje.
Zacność w miłości za nic, fraszka obyczaje,
Na tego tam naraczej patrzają, kto daje.
Bodaj zdechł, kto się naprzód złota rozmiłował,
Ten wszytek świat swoim złym przykładem popsował.
Stąd walki, stąd morderstwa; a co jeszcze więcej,
Nas, chude, co miłujem, to gubi napręcej.
Utwór ten w całości składa się z miejsc wspólnych. Jego topiczny charakter wynika z faktu, że został przetłumaczony z jednego ze starożytnych anakreontyków (chociaż nie autorstwa samego Anakreonta). Tekst ten funkcjonował przez wieki jako ogniwo w myśleniu o wartościach. Poszczególne wersy przekształciły się w toposy obecne w literaturze i potocznej mowie ludzi na tej literaturze wykształconych.
W topice poetyckiej miejsca wspólne traktowane są jako argument kreujący wspólnotę, która akceptuje lub odrzuca te same wartości. Topos taki ma charakter wariantowy – niezmienna przez wieki pozostaje jego struktura semantyczno-dialektyczna, natomiast inne elementy mogą ulegać zmianie. Wywodzący się ze starożytności topos przekuwać miecze na lemiesze przekształcany był w poezji przez zastąpienie mieczy szablami lub granatami, natomiast lemiesze zamieniano w sierpy czy pługi. W Satyrze Jan Kochanowski zastosował go w formie: skowaliście ojcowskie granaty na pługi.
Topos stanowi w poezji element konstrukcyjny, który na różny sposób można dopasować do utworu. Z punktu widzenia teorii literatury topika jest więc jednym z podsystemów literackich, obok wzorców gatunkowych, schematów fabularnych i kompozycyjnych, stylów, form budowania wierszy czy motywów.

## Topika powieściowa
Topika powieściowa ma pochodzenie retoryczne i jest elementem fabuły. Za główne elementy topiki w powieściach uważa są:
- narracyjność – topos stanowi sekwencję narracyjną o płynnych granicach;
- paradygmatyczność – topos funkcjonuje w tekście i poza nim jako spójna, autonomiczna całość;
- intertekstualność – topos występuje w wielu różnych tekstach, co pozwala na jego identyfikację przez odbiorcę;
- pozatekstowość – topos mieści się w kompetencji odbiorców, czyli jest im wcześniej znany;
- argumentacyjność – topos występuje w powieści jako argument w ramach narracji;
- kontekstualność – topos nie jest argumentem oryginalnym, znaczenia nabiera dzięki kontekstowi[16].

Toposy powieściowe dzieli się na zbiory i kategorie. Przykładem, występującym zwłaszcza w romansach, jest topos zwany w starożytności kochankowie spotykają się i mdleją z radości. Współcześnie zwie się go omdlenie z radości. Topika dzieli to miejsce wspólne na dwie kategorie – przedstawienia ciał kochanków i wyrażanie uczuć kochanków. Sposoby opowiadania o tych dwóch kategoriach mieszczą się natomiast dwóch zbiorach topicznych, zwanych spotkanie i omdlenie.
Topika powieściowa odróżnia miejsce wspólne od motywu czy tematu powieści. Temat i motyw należą do innej przestrzeni badawczej, gdyż odnoszą się do świata przedstawionego i stanowią większą jednostkę znaczeniową. Ponieważ do cech topiki powieściowej należą m.in. paradygmatyczność i pozatekstowość, tworzy ona krótkie schematy topiczne, które mogą być wykorzystywane w różnych dziełach literackich.